# Crinum xerophilum
Crinum xerophilum är en amaryllisväxtart som beskrevs av Joseph Marie Henry Alfred Perrier de la Bâthie och Lehmiller. Crinum xerophilum ingår i släktet Crinum, och familjen amaryllisväxter. Inga underarter finns listade i Catalogue of Life.